# Madison (Nebraska)
Madison és una població dels Estats Units a l'estat de Nebraska. Segons el cens del 2000 tenia 2.367 habitants.

## Demografia
Segons el cens del 2000, Madison tenia 2.367 habitants, 749 habitatges, i 533 famílies. La densitat de població era de 801,7 habitants per km².
Dels 749 habitatges en un 39,9% hi vivien nens de menys de 18 anys, en un 58,7% hi vivien parelles casades, en un 7,5% dones solteres, i en un 28,8% no eren unitats familiars. En el 25,2% dels habitatges hi vivien persones soles el 14,6% de les quals corresponia a persones de 65 anys o més que vivien soles. El nombre mitjà de persones vivint en cada habitatge era de 2,93 i el nombre mitjà de persones que vivien en cada família era de 3,51.
Per edats la població es repartia de la següent manera: un 29,8% tenia menys de 18 anys, un 10,4% entre 18 i 24, un 28,3% entre 25 i 44, un 16,1% de 45 a 60 i un 15,4% 65 anys o més.
L'edat mediana era de 33 anys. Per cada 100 dones de 18 o més anys hi havia 105,9 homes.
La renda mediana per habitatge era de 35.758 $ i la renda mediana per família de 40.733 $. Els homes tenien una renda mediana de 25.550 $ mentre que les dones 21.386 $. La renda per capita de la població era de 14.620 $. Aproximadament el 9,5% de les famílies i el 14,3% de la població estaven per davall del llindar de pobresa.

## Poblacions més properes
El següent diagrama mostra les poblacions més properes.